# Figueroa Mountain
Pour les articles homonymes, voir Figueroa.
Figueroa Mountain est un sommet de Californie, aux États-Unis. Il culmine à 1 380 mètres d'altitude au sein du comté de Santa Barbara et de la forêt nationale de Los Padres.